# Дипропіленгліколь
Дипропіле́нгліко́ль (оксидпропанол, C6H14O3) — суміш трьох ізомерів хімічних сполук, 4-окса-2,6-гептандіол, 2- (2-гідрокси-пропокси) 1-пропанол, і 2- (2-гідрокси-1-метил-етокси) 1-пропанол. Це безбарвна, без запаху рідина з високою температурою кипіння і низькою токсичністю.
Він розчинний в етанолі, і змішується з водою.

## Синтез
Дипропіленгліколь насправді є побічним продуктом виробництва під час приготування пропиленгліколю. Отримують дипропіленгліколь з пропіленгліколя шляхом взаємодії його з окисом пропілену.

## Використання
Дипропіленгліколь знаходить різноманітне застосування як пластифікатор, розчинник. Його низька токсичність і властивості розчинників роблять його ідеальною добавкою у парфумерії в засобах для шкіри та догляду за волоссям. (наприклад, в очищаючому і тонізуючому кисневому гелі) Це також загальний компонент в комерційних туманоутворюючих рідинах, використовуваних в індустрії розваг для утворення диму.
В деяких країнах в фітоесенціі часто додають диетилфталат, диоктилфталат і дипропіленгліколь.